# Wyspy Morza Koralowego
Wyspy Morza Koralowego (Terytorium Wysp Morza Koralowego; ang. Coral Sea Islands, Coral Sea Islands Territory) – terytorium zależne Australii położone na wschód od australijskiego stanu Queensland. Terytorium obejmuje rafy koralowe i niewielkie wyspy rozrzucone na obszarze 780 000 km² Morza Koralowego.

## Ustrój polityczny
Wyspy Morza Koralowego, na mocy Coral Sea Islands Act 1969, są terytorium zewnętrznym Australii administrowanym z Canberry przez Department of Transport and Regional Services.

## Historia
Wyspy Morza Koralowego zostały naniesione na mapy w 1803. W owym czasie traktowane były jako część kolonii Nowa Południowa Walia. Po powstaniu w 1859 kolonii Queensland (wydzielonej z Nowej Południowej Walii) wyspy znalazły się w jej granicach. Pod koniec XIX wieku bezskutecznie starano się na wyspach wydobywać guano. W 1901, wraz ze stanem Queensland, utworzyły Związek Australijski. W 1969 wyspy leżące na wschód od Wielkiej Rafy Koralowej zostały wydzielone ze stanu Queensland i utworzono z nich terytorium zewnętrzne Australii o nazwie Wyspy Morza Koralowego. W 1997 obszar terytorium został rozszerzony o dwie rafy (Elizabeth i Middleton) leżące na Morzu Tasmana, 800 km na południe od pozostałych raf.

## Geografia
W skład terytorium wchodzi 29 raf i atoli skupionych w trzech grupach i jednej osobnej rafie. 12 z raf stale znajduje się pod wodą, na 17 istnieją zaś niewielkie wysepki (łącznie 51) niezalewane w czasie przypływu. Niektóre z tych wysepek są łachami piachu, niektóre zaś są porośnięte roślinnością. Łączny obszar lądowy tych wysepek wynosi około 3 km². Brak jest tu stałych mieszkańców, a jedynie na Willis Island przebywa czteroosobowa obsługa latarni morskiej.
Grupa północna składa się z 21 raf, atoli lub ich grup:
1. Osprey Reef(inne języki) – podwodny atol o wymiarach 25 na 12km, zajmujący około 195 km², z laguną o głębokości do 30 m
2. Shark Reef – podwodna rafa, około 15 km na południe od Osprey Reef
3. Bougainville Reef – mały podwodny atol o wymiarach 2,5 na 4 km, zajmujący z laguną około 8 km², wynurzający się w czasie odpływu
4. East Holmes Reef – podwodny atol o wymiarach 14 na 10 km, zajmujący około 125 km²
5. West Holmes Reef – atol o wymiarach 18 na 7 km, zajmujący około 125 km², z dwoma małymi wysepkami niezalewanymi w czasie przypływów
6. Flora Reef – mały podwodny atol o wymiarach 5 na 4 km, zajmujący około 12 km²
7. Diane Bank – podwodny atol o wymiarach 65 na 25 km, zajmujący około 1300 km², z niezalewaną Sand Cay w północno-zachodniej części
8. North Moore Reef – mały podwodny atol o wymiarach 4 na 3 km, zajmujący około 8 km²
9. South Moore Reef – mała podwodna rafa położona 5 km na południe od North Moore Reef
10. Willis Island (także jako Willis Islets) – atol o wymiarach 45 na 19 km, zajmujący około 500 km², z 3 wysepkami w północno-zachodniej części: North Cay, Mid Islet, Willis Island (South Islet), jedyna zamieszkana wyspa tego terytorium australijskiego
11. Magdelaine Cays i Coringa Islets – duży atol o wymiarach 90 na 30 km, zajmujący około 1500 km², z 4 wysepkami North West Islet (około 0,2 km²), South East Cay (0,37 km²), Southwest Islet zwana też Coringa Islet (0,173 km²) i Chilcott Islet (0,163 km²)
12. Herald Cays – 2 wysepki: Northeast Cay o powierzchni 0,34 km², otoczona rafą o wymiarach 3 na 3 km, zajmującą około 6 km²; Southwest Cay o powierzchni 0,188 km², otoczona rafą o wymiarach 2 na 2 km, zajmującą około 3 km²
13. Lihou Reef and Cays – duży atol o wymiarach 100 na 30 km, zajmujący około 2500 km² z 18 wysepkami, powierzchnia lądu wynosi 1,03 km²: Juliette Cay (78 000 m²), Kathy Cay (40 000 m²), Lorna Cay (168 000 m²), Little Margaret Cay (10 000 m²), Margaret Cay (30 000 m²), Turtle Islet (31 000 m²), Middle Cay (78 000 m²), Observatory Cay (88 000 m²), Licklick Cay (40 000 m²), Anne Cay (112 000 m²), Betty Cay (37 000 m²), Carol Cay (5 000 m²), Dianna Cay (16 000 m²), Fanny Cay (7 000 m²), Edna Cay (73 000 m²), Helen Cay (10 000 m²), Georgina Cay (105 000 m²), Nellie Cay (104 000 m²)
14. Diamond Islets i Tregosse Reefs – duży atol o wymiarach 80 na 35 km, zajmujący około 1500 km², z 4 wysepkami: West Diamond Islet, Central Diamond Islet, East Diamond Islet i South Diamond Islet
15. North Flinders Reef – duży atol o wymiarach 34 na 23 km, zajmujący około 600 km², z 2 wysepkami
16. South Flinders Reef – atol o wymiarach 15 na 5 km, zajmujący około 60 km²
17. Herald’s Surprise – mała podwodna rafa o wymiarach 3 na 2 km
18. Dart Reef – mała podwodna rafa o wymiarach 3 na 3 km, zajmująca około 6 km²
19. Malay Reef – mała podwodna rafa
20. Abington Reef – mała podwodna rafa o wymiarach 4 na 2,5 km, zajmująca około 7 km²
21. Marion Reef – duży atol składający się z trzech głównych części (Marion Reef, Long Reef i Wansfell Reef) i wielu mniejszych raf z 4 wysepkami

Grupa środkowa składa się z 5 raf, atoli lub ich grup:
1. Frederick Reefs – rafa o wymiarach 10 na 4 km, zajmująca około 30 km², z niezalewaną Observatory Cay i kilku innymi wysepkami pojawiającymi się w czasie odpływu
2. Kenn Reef – podwodny atol o wymiarach 15 na 8 km, zajmujący około 40 km², z niezalewaną Observatory Cay
3. Saumarez Reefs – rafa o wymiarach 27 na 14 km, zajmująca około 300 km², z dwoma wysepkami: North East Cay i South West Cay
4. Wreck Reefs – atol o wymiarach 25 na 5 km, zajmujący około 75 km², z 3 wysepkami: Bird Islet, West Islet i Porpoise Cay
5. Cato Reef – rafa o wymiarach 3,3 na 1,8 km, zajmująca około 5 km², z niezatapianą Cato Island

Grupa południowa składa się z dwóch raf:
1. Middleton Reef – atol o wymiarach 8,9 na 6,3 km, zajmujący około 37 km², z niezatapianą wysepką The Sound (5 000 m²)
2. Elizabeth Reef – atol o wymiarach 8,2 na 5,5 km, zajmujący około 51 km², z niezatapianą Elizabeth Island (Elizabeth Cay, 0,2 km²)

Mellish Reef położona około 300 km na wschód od grupy północnej, o wymiarach 10 na 3 km i powierzchni 25 km², z niezatapianą Heralds-Beacon Islet (57 000 m²)
Część z raf jest chroniona w ramach rezerwatów:
- Coringa-Herald National Nature Reserve (utworzony w 1982)
- Lihou Reef National Nature Reserve (utworzony w 1982)
- Elizabeth and Middleton Reefs Marine National Nature Reserve (utworzony w 1987)